# Polyalthia bracteosa
Polyalthia bracteosa är en kirimojaväxtart som beskrevs av Nguyên Tiên Bân. Polyalthia bracteosa ingår i släktet Polyalthia och familjen kirimojaväxter. Inga underarter finns listade i Catalogue of Life.